# Chisocheton lasiogynus
Chisocheton lasiogynus là một loài thực vật có hoa trong họ Meliaceae. Loài này được Boerl. & Koord. mô tả khoa học đầu tiên năm 1910.